# Olaudah Equiano
Pour les articles homonymes, voir Equiano.
Olaudah Equiano, né en 1745 à l’Afrique de l’ouest, dans l'ancien royaume du Bénin au sud-est de l'actuel Nigeria, et mort le 31 mars 1797 dans le quartier de Westminster à Londres, plus connu en son temps sous le nom de Gustave Vassa (ou Vasa), est un esclave affranchi (c'est l'un des premiers esclaves à avoir survécu à l'esclavage et à avoir réussi à s'en sortir), marin et écrivain britannique calviniste, qui vécut principalement dans les colonies britanniques d'Amérique et au Royaume-Uni.
Il a connu la notoriété internationale par la publication de son autobiographie The Interesting Narrative of the Life of Olaudah Equiano, livre qui, directement ou indirectement, a influencé l’écriture d'autobiographies rédigées par des écrivains afro-américains tels que Frederick Douglass, Booker T. Washington, Zora Neale Hurston, Martin Luther King, Malcolm X et Maya Angelou. Il fait partie des premiers écrivains noirs déportés dans la Nouvelle Angleterre avec Phillis Wheatley et Jupiter Hammon.
Il fut une figure importante de l'abolition de l'esclavage et de la traite négrière au Royaume-Uni.

## Biographie

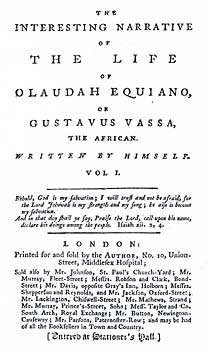
Page de garde de The Interesting Narrative of the Life of Olaudah Equiano, or Gustavus Vassa the African, written by himself (1789).

### Jeunesse et formation
Selon son autobiographie,, Equiano, fils d'une famille igbo aisée, à onze ans, sa sœur et lui sont enlevés par des brigands africains. Après des péripéties, il est séparé de sa sœur et vendu à des marchands d'esclaves qui le livrent à des négriers qui le conduisent sur les côtes américaines où il est acheté par un planteur de la Virginie. Il devient l'esclave d'un officier de la Royal Navy, le lieutenant Michael Henry Pascal qui lui donne par dérision un nom dérivé de celui du roi de Suède Gustave Vasa  Gustavus Vasa. Il sera au service de Michael Henry Pascal, faisant office de domestique et d'homme à tout faire. Son maître lui donne une éducation qui lui permet de savoir lire et écrire et le fait voyager un peu partout dans le monde.

### Affranchissement
En 1763, il est vendu à Robert King, un quaker de Philadelphie ; ce dernier remarque les capacités de Gustavus Vassa, et l'affranchit en 1766, en payant les 40 £ de frais de la manumission,,,,,,,, (ou 70 £ selon son autobiographie).

### Lutte contre l'esclavage
Il exerça la fonction de barbier à Londres en 1767, avant de s'embarquer à nouveau pour rejoindre successivement la Nouvelle-Angleterre, la Turquie, le Portugal, l'Italie, la Jamaïque, la Grenade, le Nicaragua et les régions arctiques au sein de diverses expéditions menées par le docteur Charles Irving,. C'est au cours de ses nombreux voyages qu'il a pu observer les traites négrières.
Il devint une figure influente de l'abolition de l'esclavage et accompagna l'installation des premiers anciens esclaves noirs jusqu'à Freetown au Sierra Leone. La lutte n'était pas toujours couronnée de succès. Ainsi, en 1783, avec Granville Sharp, il chercha à faire avancer la cause abolitionniste en faisant valoir le fait qu'un esclave n'était pas, sur un navire, une « marchandise » comme les autres. En effet, le propriétaire du navire négrier Zong, dont le capitaine avait été « contraint » en 1781 de jeter à la mer sa cargaison de 132 esclaves touchée par une épidémie afin d'éviter la contagion, s'adressait aux tribunaux britanniques pour déterminer s'il était légitime qu'il soit indemnisé par son assurance comme on pouvait l'être en pareil cas quand il s'agissait d'animaux. Malgré les efforts d'Equiano et de Sharp, le Lord Chief Justice, Mansfield, conclut que, « si choquant que ce fût, le cas des esclaves était exactement assimilable à celui des chevaux. »

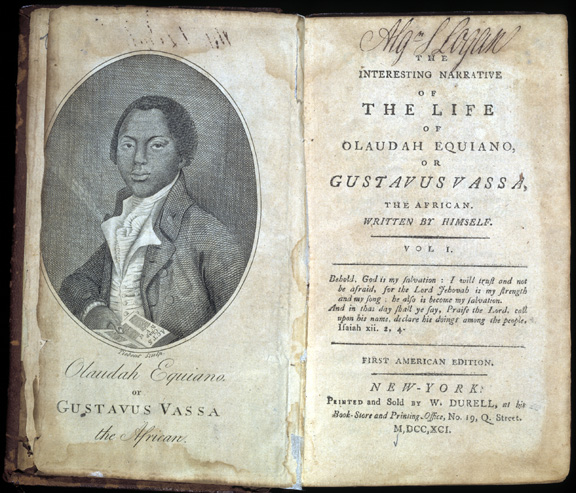
The Interesting Narrative of the Life of Olaudah Equiano, or Gustavus Vassa, the African (New York: W. Durrell, 1791).

À la demande des abolitionnistes, Olaudah Equiano publie en 1789 son autobiographie, sous le titre The Interesting Narrative of the Life of Olaudah Equiano, or Gustavus Vassa the African, written by himself, l'un des très rares témoignages direct des traites négrières par un de ceux à l'avoir vécu en tant qu'esclave. Il y raconte le déchirement qu'a été la séparation d'avec sa famille, sa peur d'enfant, les conditions de sa vie d'esclave. Ce témoignage fut largement utilisé par les mouvements abolitionnistes britanniques et sa diffusion contribua fortement à la célébrité de l'ancien esclave.

### Iconographie
Ainsi, on a longtemps pensé connaître un portrait de lui qu'il aurait fait exécuter vers 1780. Celui-ci représente un jeune homme, en habit rouge et perruque. Le fait que ce portrait ait longtemps été attribué à un peintre de la haute société anglaise du XVIIIe siècle, Joshua Reynolds, a été tenu pour indice de sa célébrité à la fin de sa vie. Ce portrait est toutefois aujourd'hui considéré être celui d'Ignatius Sancho, peint par Allan Ramsay.
On connaît cependant une gravure d'Olaudah Equiano, qui illustre les éditions de son autobiographie.

### Vie privée
En 1790, il épouse une Britannique, Susan Cullen.

### Mort
Olaudah Equiano est mort le 31 mars 1797 dans le quartier de Westminster à Londres, laissant derrière lui sa veuve et leurs deux filles,,. Il est inhumé au cimetière d'Abney Park à Londres.

## Œuvre (autobiographie et correspondance)
- (en) Olaudah Equiano, The Interesting Narrative of the Life of Olaudah Equiano: Written by Himself, Boston, Bedford/St. Martin's, 1789, rééd. 7 avril 2006, 260 p. (ISBN 9780312442033, lire en ligne).
- (fr) Olaudah Equiano, Ma véridique histoire. 1790, Mercure de France, 2008, traduction en français de The Interesting Narrative of the Life of Olaudah Equiano
- (en) Olaudah Equiano, The Letters and Other Writings of Gustav Vassa, Markus Wiener Publishers, 28 octobre 2012, 304 p. (ISBN 9781558765580)

## Postérité

### Archives
Les archives d'Olaudah Equiano sont déposées et consultables à la British Library (bibliothèque nationale du Royaume-Uni).

### Héritage

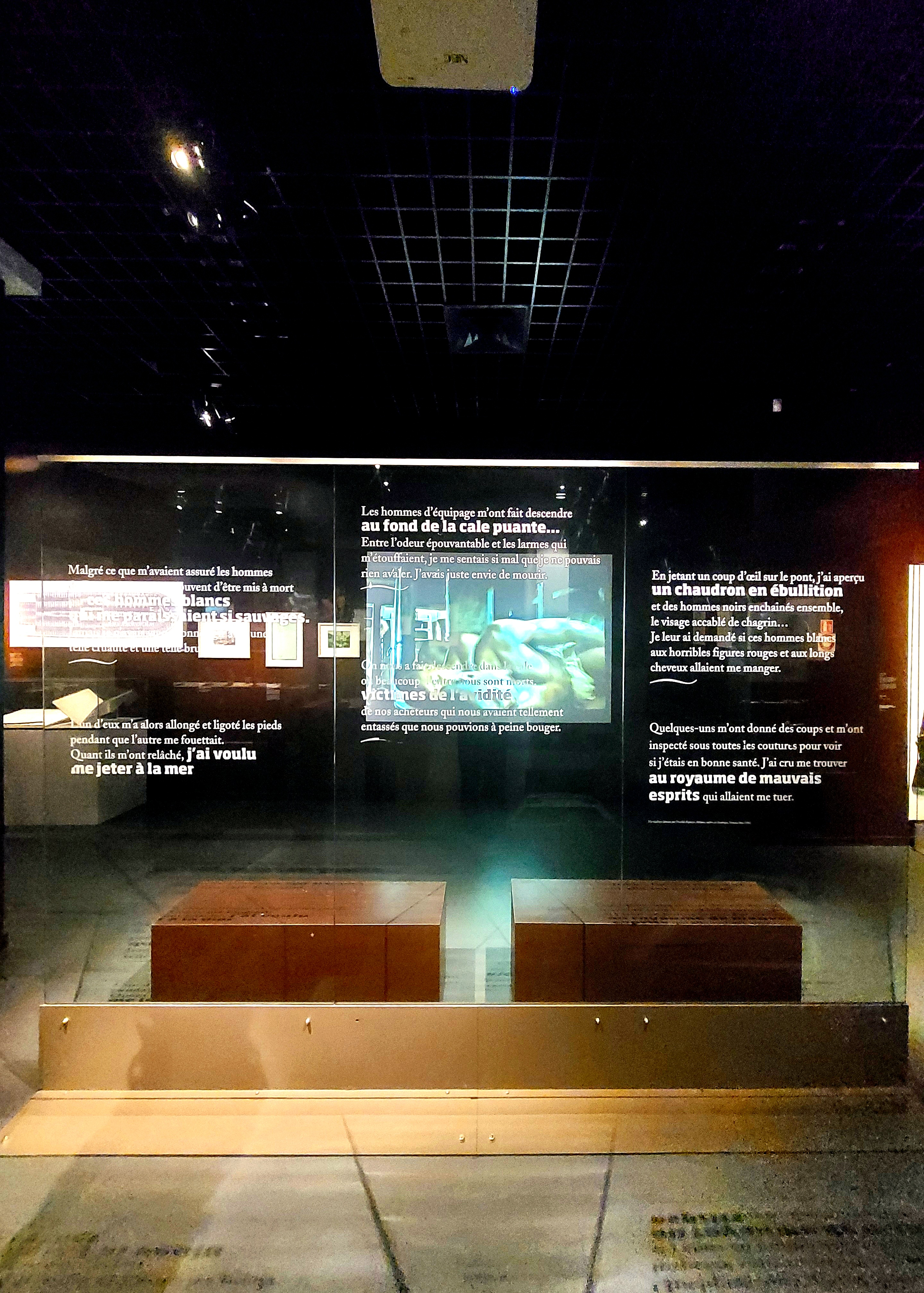
Installation autour d'extraits de l'autobiographie d'Olaudah Equiano au musée d'Aquitaine à Bordeaux.

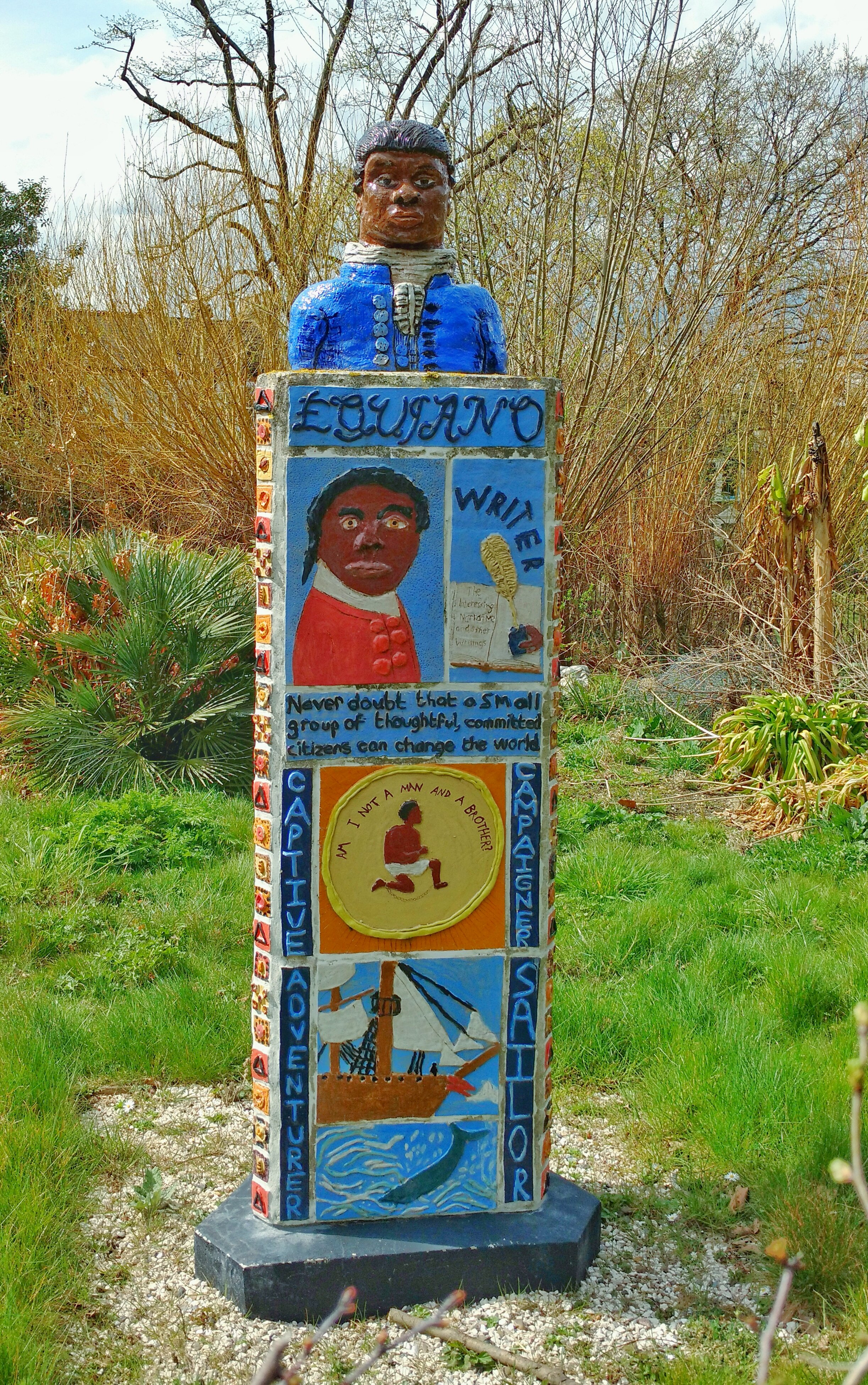
Monument Equiano à Telegraph Hill (Lewisham), Londres.

Son autobiographie a inauguré un style qui est celui de la narration des esclaves fugitifs inspirant de près ou de loin les récits de Frederick Douglass, Mary Prince, William Wells Brown, Henry Bibb , Sojourner Truth, Solomon Northup, Ellen et William Craft, et trouve un écho dans les autobiographies d'écrivains contemporains comme Maya Angelou.
Il est possible de retrouver des extraits de son livre dans une installation au musée d'Aquitaine à Bordeaux au sein de l’espace dédié au XVIIIe siècle et à la traite négrière. Dans un environnement immersif, le musée bordelais propose le visionnage d’une docu-fiction de Pascal Magontier, qui rapporte les écrits d’un capitaine de négrier dont le journal est conservé aux archives départementales de la Gironde.

En face de cette projection, six extraits de l’autobiographie d’Olaudah Equiano sont accolés sur des parois de verre, dont cette citation : 

« Malgré ce que m’avaient assuré les hommes de Bénin, je craignais souvent d’être mis à mort par ces hommes blancs qui me paraissaient si sauvages. Jamais je n’avais vu personne agir avec une telle cruauté et une telle brutalité. »

— Olaudah Equiano, Ma véridique histoire, 1789
Ce procédé scénographique nous offre dans le même espace les points de vue d’un marchand Blanc et d’un esclave Noir.

### Monument
Un monument situé dans un parc de Telegraph Hill (Lewisham) lui est consacré.